# 1864
1864 (MDCCCLXIV) je bilo prestopno leto, ki se je po gregorijanskem koledarju začelo na petek, po 12 dni počasnejšem julijanskem koledarju pa na sredo.

## Dogodki
- 9. maj, bitka za Helgoland med Dansko in Nemčijo.

## Rojstva
- 1. januar - Fran Krapež, slovenski mecen in častni občan Ljubljane († 1935)
- 26. januar - Jožef Pustaj, slovenski pisatelj, pesnik, novinar in učitelj († 1934)
- 15. maj - Vatroslav Oblak, slovenski jezikoslovec († 1896)
- 21. april - Max Weber, nemški ekonomist, sociolog († 1920)
- 11. junij - Richard Strauss, nemški skladatelj († 1949)
- 22. junij - Hermann Minkowski, nemški matematik, fizik († 1909)
- 25. junij - Walther Hermann Nernst, nemški fizik, kemik († 1941)
- 29. september - Miguel de Unamuno y Jugo, španski pisatelj, filozof baskovskega rodu († 1936)
- 31. december - Robert Grant Aitken, ameriški astronom († 1951)

## Smrti
- 28. januar - Benoit Paul Émile Clapeyron, francoski inženir, fizik (* 1799)
- 2. maj - Giacomo Meyerbeer, judovsko-nemški skladatelj (* 1791)
- 12. avgust - Franc Šbül, madžarsko-slovenski pesnik (* 1825)
- 24. avgust - Jakob Lorber, slovenski mistik in pisatelj (* 1800)
- 31. avgust - Ferdinand Lassalle, nemški politik (* 1825)
- 8. december - George Boole, angleški matematik, logik in filozof (* 1815)